# Cledenílson Batista
Cledenílson Souza Batista  (Santo Antônio de Jesus, 9 de junho de 1998) é um jogador de voleibol brasileiro que atua na posição de central, com marca de alcance de 379 cm no ataque e 359 cm no bloqueio.

## Carreira
Revelado nas categorias de base do Minas Tênis Clube e nas categorias de base conquistou o título do Campeonato Mineiro Infantojuvenil e Juvenil.
Foi contratado pelo Uberlândia/Gabarito para disputar pelo elenco adulto a edição da Superliga Série B de 2017, finalizando o torneio na oitava posição.
Em 2017, foi convocado pelo técnico Nery Tambeiro para integrar a seleção brasileira sub-21, como parte da preparação para a disputa da edição da Copa Pan-Americana Sub-21, sediada em Fort McMurray, no Canadá.
Na temporada de 2019, foi convocado para a seleção brasileira e participou da edição dos Jogos Pan-Americanos em Lima, contribuindo para a conquista da medalha de bronze. Além disso, ele também conquistou a medalha de ouro no Campeonato Sul-Americano sediado nas cidades chilenas de Santiago e Temuco.
Para a temporada 2019–20, Cledenílson assinou contrato com o mineiro Sada Cruzeiro Vôlei.

## Títulos
Cruzeiro Vôlei
- Campeonato Mundial de Clubes: 2021
- Campeonato Sul-Americano de Clubes: 2020, 2022, 2023, 2024
- Campeonato Brasileiro: 2021–22, 2022–23
- Copa Brasil: 2020, 2021, 2022, 2024
- Supercopa Brasileira: 2021, 2022
- Campeonato Mineiro: 2019, 2020, 2021, 2022, 2023

## Clubes
| Anos      | Clube                    |
| --------- | ------------------------ |
| 2014–2016 | Vitória/FSBA             |
| 2016–2017 | Minas Tênis Clube Sub-21 |
| 2016–2017 | Uberlândia/Gabarito      |
| 2017–2019 | Fiat/Minas               |
| 2019–     | Sada Cruzeiro Vôlei      |